# Cappella di San Biagio (Avigliano)
La cappella di San Biagio è un luogo di culto cattolico di Avigliano, in provincia di Potenza.

## Storia
La prima notizia che riguarda la cappella risale al 5 marzo 1666, successivamente dei lavori realizzati nell'anno 1840, grazie a Giulio Corbo venne posta la statua raffigurante Santa Filomena.
La cappella venne poi lasciata al degrado, riedificata nel 1975, grazie al sacerdote Peppino Stolfi.